# Højspændingsforbindelsen Hovegård-Kyndbyværket
 Højspændingsforbindelsen Hovegård-Kyndbyværket er en 400 kV højspændingsforbindelse fra Transformerstation Hovegård ved Veksø vest for Smørumnedre via Transformerstation Ølstykkegård til Kyndbyværket ved Kyndby Huse på Nordsjælland.
Forbindelsen drives af Energinet.
Der er planer om at kablelægge 400 kV-luftledningerne på en 8 km lang strækningen fra erhvervsområdet Værebro syd for Svestrup til ca. 2 km vest for Skuldelev Ås. Her vil 26 Eifelmaster blive fjernet, heraf er det ca. 6 km master på land og ca. 2 km master der går igennem Roskilde Fjord. 